# フィリップ・ヴェルネ
フィリップ・ヴェルネ（Philippe Vernet、1961年5月13日 - ）は、フランス、レンシー出身の元自転車競技（トラックレース）選手。

## 来歴
1983年
- トラックレース世界選手権
  -  アマ・タンデムスプリント 優勝（+ フランク・ドピーヌ）

1984年
- ロサンゼルスオリンピック、スプリントに出場し、3位決定戦で坂本勉（日本）にストレートで敗れ4位。
- フランス選手権 スプリント 優勝

1985年、プロ転向。
- トラックレース世界選手権のプロ・スプリントに出場し、準決勝で中野浩一と対戦。1本目、中野の逃げをゴール直前で差し先取したが、2本目は逆に中野に逃げ切りを許した。勝利決定戦となる3本目では、最終1角付近よりスパートし、一時は中野に10m程度の差をつけたが、直線に入って中野に差され敗退した。

なお、国際競輪に参加した実績がある。